# Análisis de citas
El análisis de citas es el método más común de la bibliometría. Hace uso de las citas en las publicaciones académicas para establecer enlaces y relaciones temáticas entre los trabajos de los académicos. Puede definirse como «el estudio de la frecuencia y patrones de citas en artículos y libros». Utiliza el grafo dirigido de citas (enlaces de un documento a otro documento) para revelar las propiedades de los documentos.
Para el uso de un análisis de citas se requiere de una base de datos relacional que interrelacione la bibliografía de un documento con los textos originales de cada cita. Actualmente esto se hace mediante consultas a bases de datos electrónicas. Los ejemplos más conocidos de estas bases de datos y sus motores de búsqueda son:
- Instituto para la Información Científica o Web of Science[2]
- Google Scholar[3]
- Scopus[4]
- Scirus[5]
- CiteSeer[6]
- ArXiv[7]
- Scielo[8]
- WebCite[9]
- GetCITED[10]
- PubMed[11]
- MEDLINE[12]
- ParaCite[13]
- Citebase[14]

Para que una publicación este considerada dentro de una de estas bases de datos, debe ser periódica. A este proceso se le conoce como indexación y a la publicación se le conoce como publicación indexada, al índice se le conoce comúnmente como índice de citación. El compendio más importante de tales índices es el llamado Directorio Ulrich de publicaciones periódicas de publicaciones periódicas. Ejemplos de tales índices son, entre otros:
- Instituto para la Información Científica o Science Citation Index[16]
- Eigenfactor.org,[17] Ranking and Mapping Scientific Knowledge
- Chemical abstracts[18]
- Cab abstract[19]
- Current contest[20]